# Эхиноцереус
Эхиноцереус (лат. Echinocereus) — род североамериканских кактусов трибы Пахицереусовые (Pachycereeae). Название рода переводится как «ежовый цереус» (др.-греч. ἐχῖνος — «ёж»). Оно подчёркивает наличие у плодов эхиноцереуса колючек — признака, не характерного для цереусов.

## История открытия
Род Эхиноцереус был впервые назван и описан в 1848 г. Джорджем Энгельманном, хотя ряд видов были известны гораздо раньше и один из первых эхиноцереусов введен в ботаническую номенклатуру как Cereus pentalopus Августом Декандолем в 1828 году. Популярность эхиноцереусов среди любителей суккулентов даже побудила начать выпуск специального журнала, посвящённого этой обширной группе кактусов — «Друг Эхиноцереусов» (нем. Der Echinocereenfreund). Большой вклад в систематику эхиноцереусов внесли работы Карла Шумана, опубликованные в конце XIX века Современные представления о систематике о видах этого рода базируются на монографии Нигеля Пола Тейлора, вышедшей в свет в 1985 г.

## Ботаническое описание

### Морфология
Представители рода — круглые или низкоколонные кактусы, обычно отпускающие многочисленные побеги. Стебли цилиндрические, мягкие, у многих видов полегающие, 15—60 см длиной, с тонким эпидермисом. С возрастом кустятся либо ветвятся, образуя группы до 100 побегов. Число ребер в зависимости от вида составляет от 5 до 21. В большинстве они прямые, низкие, только у немногих видов несколько спиралевидные и разделены на бугорки. Ареолы расположены относительно редко. Цветки различной окраски (зеленоватые, желтые, розовые, сиреневые), крупные, воронковидные, широко открытые, 2—6 см в длину и 4—9 см в диаметре, появляются на боковой поверхности стебля. У некоторых видов цветки мелкие, невзрачные, зеленоватых тонов. Цветочная трубка, завязь и плоды покрыты волосками, щетинками или колючками. Плоды различной окраски (зеленые, красные, пурпурные, шаровидные), 1— 3,5 см в диаметре, сочные и мясистые, самые вкусные из съедобных плодов кактусов, за что на родине эхиноцереусы получили название «клубничных» кактусов. Размножаются эхиноцереусы семенами и побегами, формирующимися у основания взрослых растений.
| Общий вид | Бутон | Цветок |

### Ареал
Ареал рода — США (от тихоокеанского побережья до Оклахомы и Техаса), Северная и Центральная Мексика, включая Нижнюю Калифорнию. Виды обладают внешним сходством. Широко распространены преимущественно в открытых прериях, на оголенных выходах известковых, гипсовых и гранитных пород в холмистой и горной местностях и лишь отдельные виды растут в тени кустарников и деревьев. Представители северных широт легко переносят низкие температуры, тогда как прибрежные виды страдают от них.

## Значение и применение
В США и Мексике из плодов эхиноцереусов готовят варенья и джемы. На специальных фермах выращивают виды с крупными плодами. Каждый плод разрезают, затем отделяют ярко-красную мякоть от покрытой острыми иглами кожицы. Этот процесс не механизированный, поэтому цена на конечный продукт достаточно высока.

## Уход
Виды данного рода имеют различные требования к уходу.

### Местоположение
Для большинства видов подойдут теплица, зимний сад, застеклённый балкон или терраса. Некоторые виды выживают на подоконнике с солнечной стороны или на лоджиях.

### Температура
Для видов, произрастающих в Мексике: в период вегетации — +25-35 ℃, в период покоя — +10-12 ℃. Для растений, родом из США: в период вегетации — +25-30 ℃, в период покоя — +5 ℃ или (для многих видов) — +10 ℃.

#### Зимовка
В тенистом и относительно прохладном месте. Морозоустойчивым кактусам требуется на короткий срок температура ниже 0℃.Теплолюбивые кактусы начинают расти, как только температура поднимется выше 16℃.

### Полив
В летний период растения поливают, давая земляному кому просохнуть в промежутках между поливами. Осенью, при резком сокращении длины светового дня, полив резко сокращают и полностью прекращают его к началу октября. Зимовка должна быть абсолютно сухой.

### Почва и удобрения
Мексиканские кактусы нуждаются в проницаемом минеральном грунте, состоящем из земли для суккулентов, смешанной с крупнозернистым песком или керамзитом и гранитной крошкой в пропорциях 2:1:1. Удобрений не требует, вполне достаточно пересаживать их каждые 3-4 года.

## Классификация

### Таксономическое положение
Род Эхиноцереус относится к трибе Пахицереусовые подсемейства Кактусовые семейства Кактусовые.
|  |                                      |                          |                          |                          |                          |                          |                          |                          |                                           |                          |                          |  |                                                             |  |  |  |
|  | отдел Цветковые, или Покрытосеменные |                          |                          |                          |                          |                          |                          |                          |                                           |                          |                          |  |                                                             |  |  |  |
|  |                                      |                          |                          |                          |                          |                          |                          |                          |                                           |                          |                          |  |                                                             |  |  |  |
|  | порядок Гвоздичноцветные             | порядок Гвоздичноцветные | порядок Гвоздичноцветные | порядок Гвоздичноцветные | порядок Гвоздичноцветные | порядок Гвоздичноцветные | порядок Гвоздичноцветные | порядок Гвоздичноцветные | порядок Гвоздичноцветные                  | порядок Гвоздичноцветные | порядок Гвоздичноцветные |  | ещё 44 порядка цветковых растений (согласно Системе APG II) |  |  |  |
|  |                                      |                          |                          |                          |                          |                          |                          |                          |                                           |                          |                          |  | ещё 44 порядка цветковых растений (согласно Системе APG II) |  |  |  |
|  | семейство Кактусовые                 | семейство Кактусовые     | семейство Кактусовые     | семейство Кактусовые     | семейство Кактусовые     | семейство Кактусовые     | семейство Кактусовые     |                          | ещё 28 семейств (согласно Системе APG II) |                          |                          |  | ещё 44 порядка цветковых растений (согласно Системе APG II) |  |  |  |
|  |                                      |                          |                          |                          |                          |                          |                          |                          | ещё 28 семейств (согласно Системе APG II) |                          |                          |  | ещё 44 порядка цветковых растений (согласно Системе APG II) |  |  |  |
|  | род Эхиноцереус                      | род Эхиноцереус          | род Эхиноцереус          |                          | ещё более ста родов      |                          |                          |                          | ещё 28 семейств (согласно Системе APG II) |                          |                          |  | ещё 44 порядка цветковых растений (согласно Системе APG II) |  |  |  |
|  |                                      |                          |                          |                          | ещё более ста родов      |                          |                          |                          | ещё 28 семейств (согласно Системе APG II) |                          |                          |  | ещё 44 порядка цветковых растений (согласно Системе APG II) |  |  |  |
|  | около 70 видов                       |                          |                          |                          | ещё более ста родов      |                          |                          |                          | ещё 28 семейств (согласно Системе APG II) |                          |                          |  | ещё 44 порядка цветковых растений (согласно Системе APG II) |  |  |  |
|  |                                      |                          |                          |                          | ещё более ста родов      |                          |                          |                          | ещё 28 семейств (согласно Системе APG II) |                          |                          |  | ещё 44 порядка цветковых растений (согласно Системе APG II) |  |  |  |
|  |                                      |                          |                          |                          |                          |                          |                          |                          | ещё 28 семейств (согласно Системе APG II) |                          |                          |  | ещё 44 порядка цветковых растений (согласно Системе APG II) |  |  |  |
|  |                                      |                          |                          |                          |                          |                          |                          |                          |                                           |                          |                          |  | ещё 44 порядка цветковых растений (согласно Системе APG II) |  |  |  |
|  |                                      |                          |                          |                          |                          |                          |                          |                          |                                           |                          |                          |  |                                                             |  |  |  |
|  |                                      |                          |                          |                          |                          |                          |                          |                          |                                           |                          |                          |  |                                                             |  |  |  |

### Список видов
Число видов — около семидесяти:
| - Echinocereus acifer - Echinocereus adustus - Echinocereus albatus - Echinocereus amoenus - Echinocereus apachensis - Эхиноцереус Бейли (Echinocereus baileyi Rose, 1909) - Echinocereus barthelowanus - Echinocereus berlandieri - Echinocereus blankii - Echinocereus bonkerae - Echinocereus Boyce-thompsonii - Echinocereus brandegeei - Echinocereus caespitosus - Echinocereus chloranthus - Echinocereus chlorophtalmus - Echinocereus cinerascens - Echinocereus coccineus - Echinocereus conglomeratus - Echinocereus ctenoides - Echinocereus cucumis - Echinocereus dasyacanthus - Echinocereus davisii - Эхиноцереус Де-Ле (Echinocereus delaetii Guerke) - Echinocereus delaetii - Echinocereus diversispinus - Echinocereus ehrenbergii - Echinocereus enneacanthus - Echinocereus engelmannii - Echinocereus fasciculatus - Echinocereus fendleri - Echinocereus ferreireanus - Echinocereus fitchii - Echinocereus gentryi - Echinocereus grandis - Echinocereus knippelianus - Echinocereus longisetus | - Echinocereus ledingii - Echinocereus Leonense - Echinocereus lindsayi - Echinocereus milleri - Echinocereus melanocentus - Echinocereus morricalii - Echinocereus nicholii - Echinocereus nivosus - Echinocereus pacificus - Echinocereus paucispinus - Echinocereus papillosus - Эхиноцереус гребневидный (Echinocereus pectinatus Scheidw.) - Echinocereus pentalophus - Echinocereus perbellus - Echinocereus polyacanthus - Echinocereus poselgerianus - Echinocereus procumbens - Echinocereus pulchellus - Echinocereus purpureus - Echinocereus reichenbachii - Echinocereus reichenbachii var. albertii - Echinocereus rigidissimus - Echinocereus Rosei - Echinocereus russanthus - Echinocereus salm-dyckianus - Echinocereus scheeri - Echinocereus spinibarbis - Echinocereus stramineus - Echinocereus stoloniferus - Echinocereus subterraneus - Echinocereus subinermis - Echinocereus triglochidiatus - Echinocereus Uspenskii - Echinocereus viereckii - Echinocereus viridiflorus - Echinocereus websterianus |

## Галерея

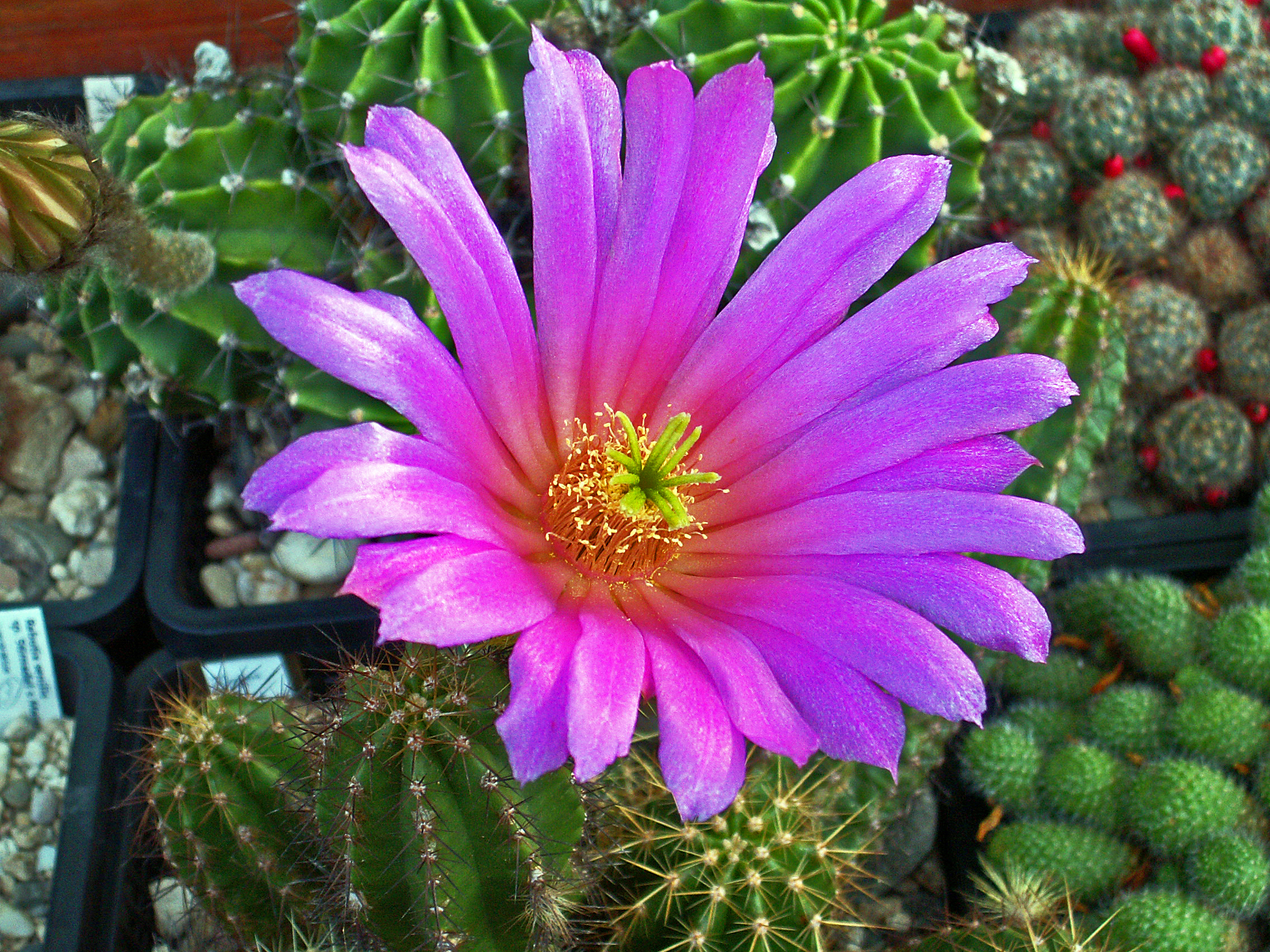
Echinocereus viereckii
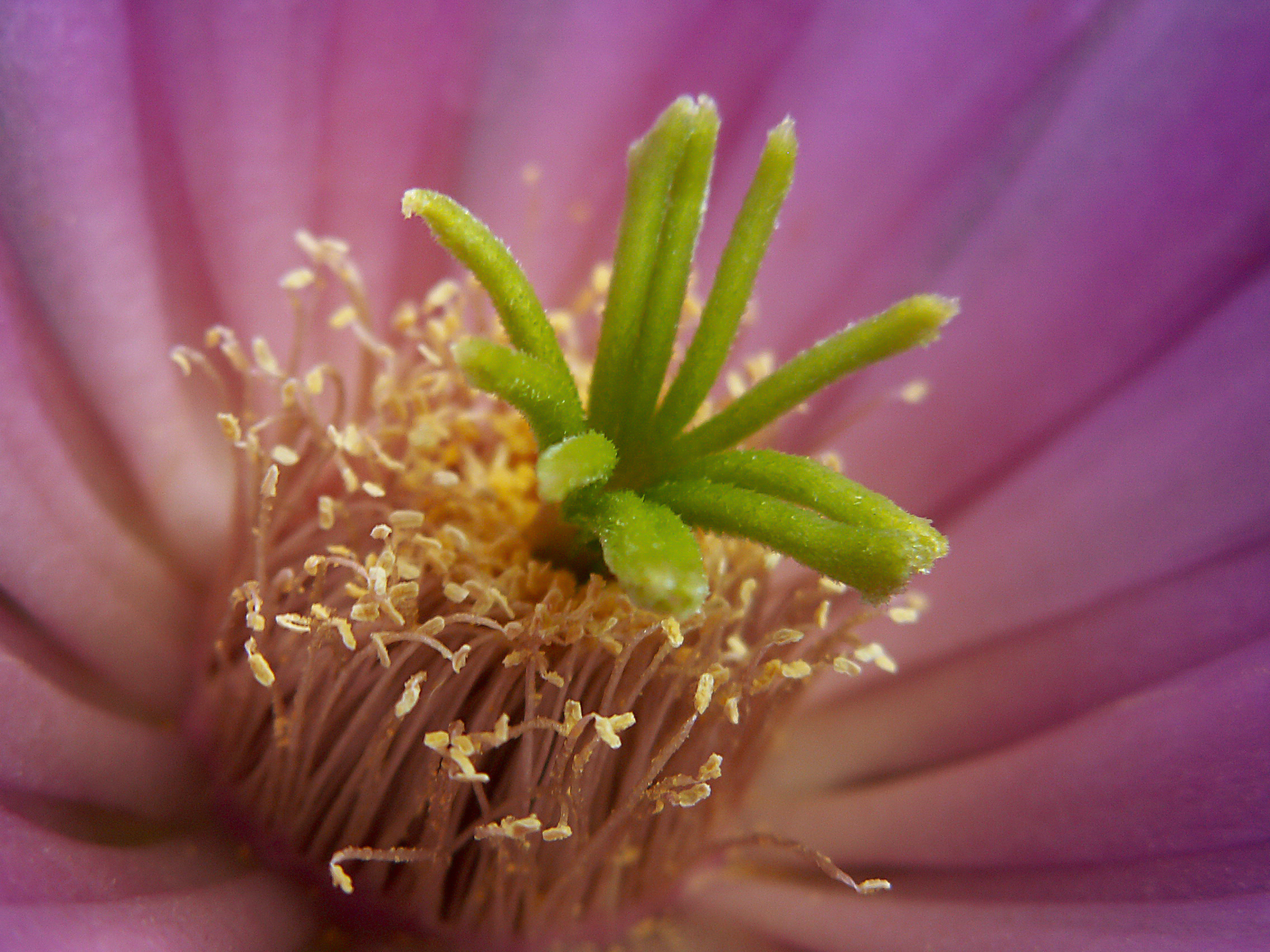
Echinocereus viereckii
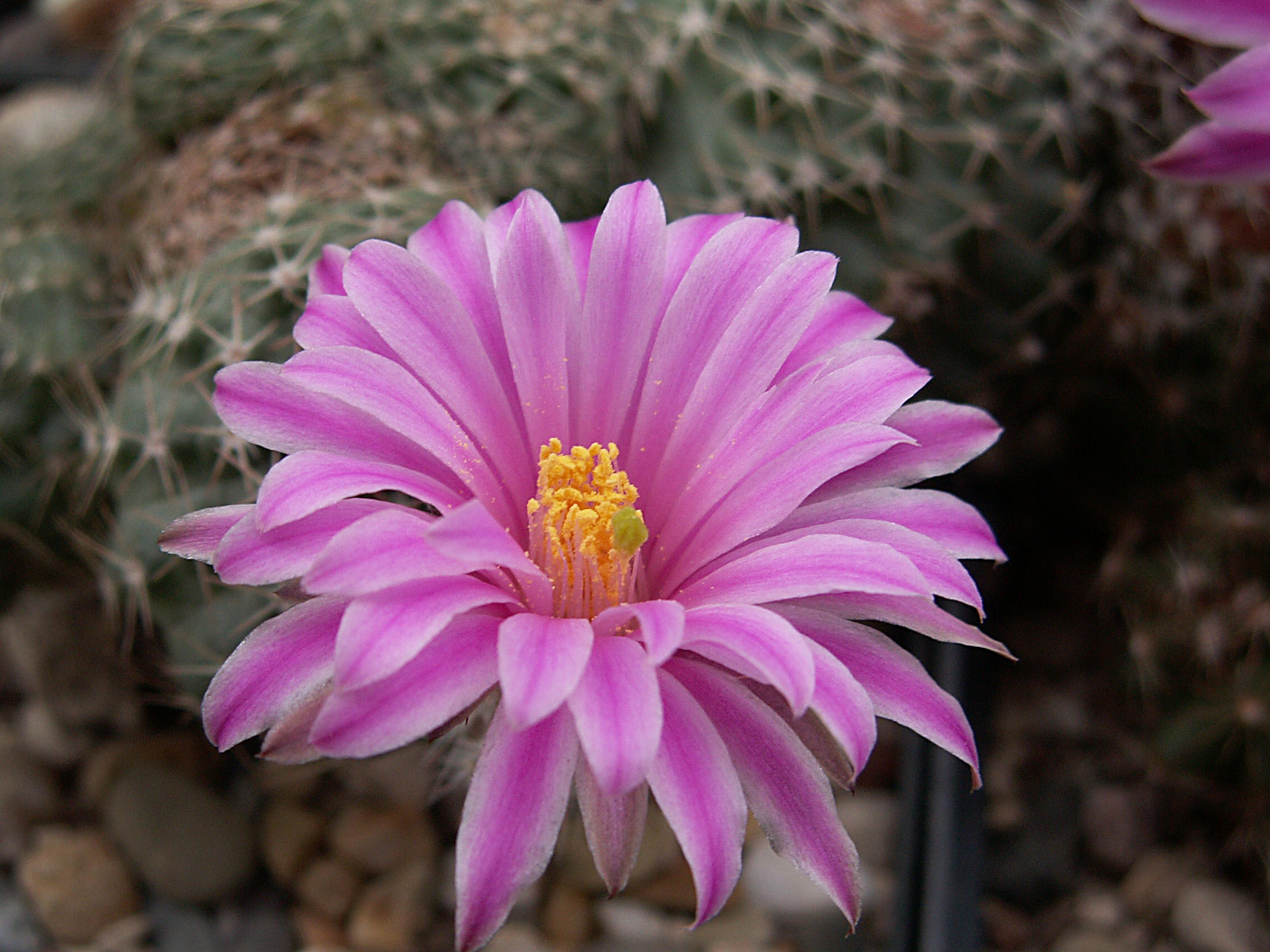
Echinocereus amoenus
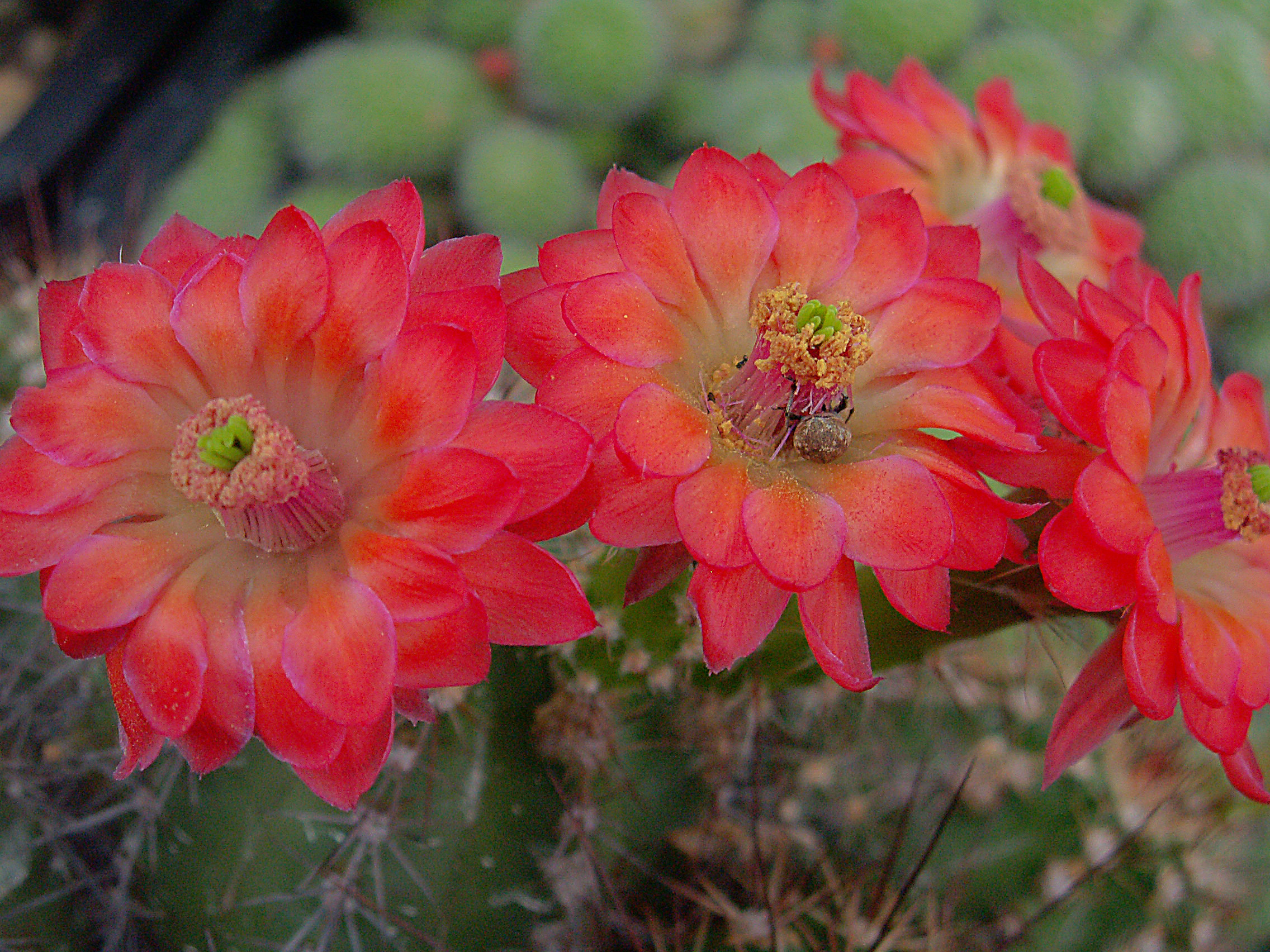
Echinocereus acifer
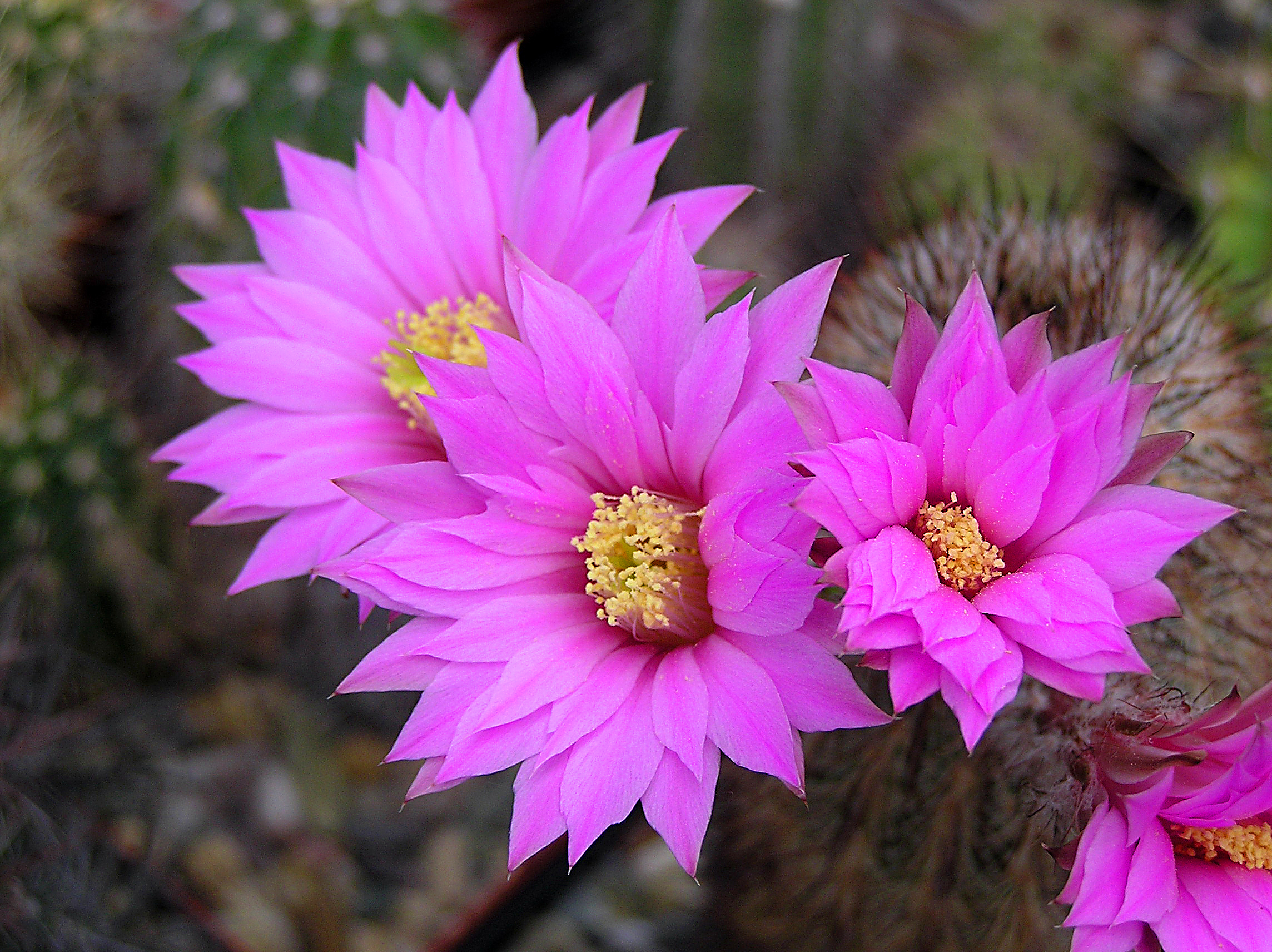
Echinecereus lauii
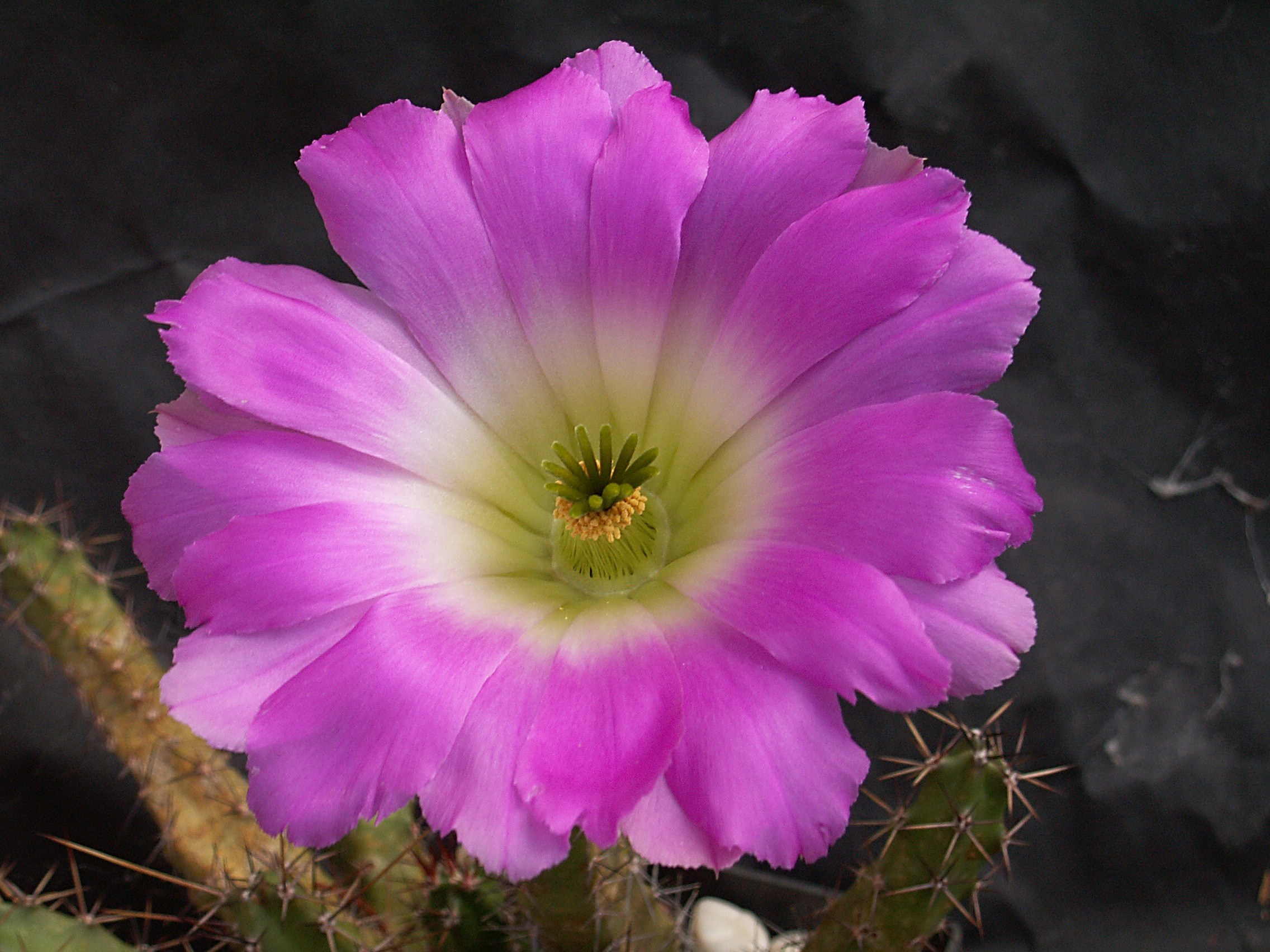
Echinocereus pentalophus
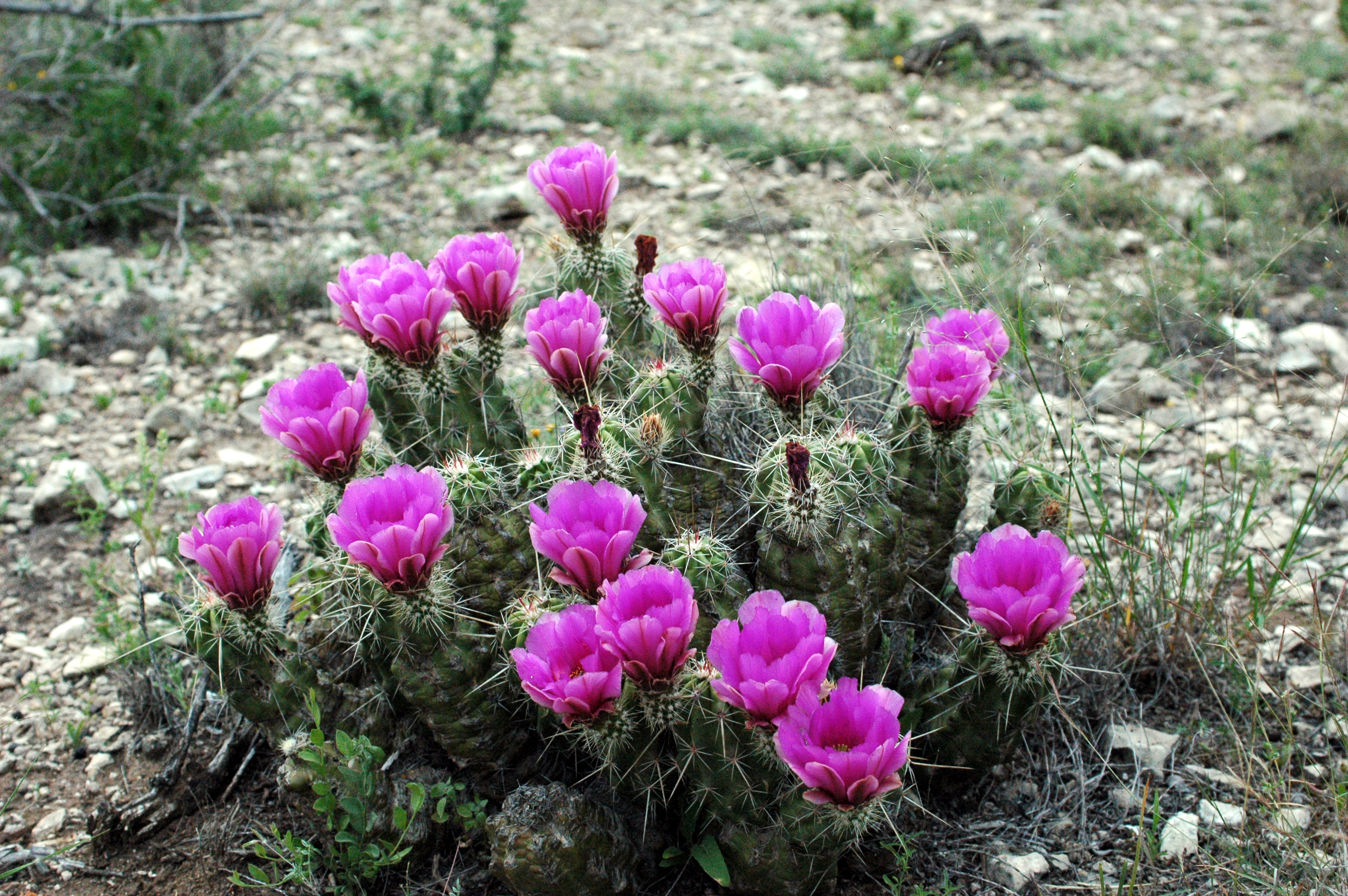
Echinocereus enneacanthus